# Quartier de la Goutte-d'Or
Pour les articles homonymes, voir Goutte d'or (homonymie).
Le quartier de la Goutte-d'Or est le 71e quartier administratif de Paris situé dans le 18e arrondissement, à l'est de la butte Montmartre. Il était rattaché avant 1860 à l'ancienne commune de La Chapelle.

## Situation
Le quartier administratif de la Goutte-d'Or s'étend sur 109 hectares. Ses limites, officiellement fixées en 1859 au moment de l'extension de Paris, sont :

Croquis de localisation du de Paris, de ses quartiers et de ses principales infrastructures de transport.

- au sud, le boulevard de la Chapelle ;
- au nord, les limites communales avec Saint-Denis ;
- à l'ouest, la rue des Poissonniers ;
- à l'est, la rue de la Chapelle et la rue Marx-Dormoy.

Le quartier est traversé du nord au sud par les voies ferrées de la gare du Nord.
Après le déclassement de l'enceinte de Thiers en 1919, les territoires rattachés à Saint-Denis situés dans la zone non ædificandi des fortifications (la Zone) ont été annexés à Paris par les décrets du 27 juillet 1930. Le boulevard périphérique de Paris a par la suite été construit à cet emplacement.
Historiquement, et dans le langage courant, « la Goutte d'Or » fait généralement référence au sud-ouest du quartier administratif, autour de la rue de la Goutte-d'Or, entre le boulevard Barbès et les voies ferrées. Cette définition plus étroite correspond approximativement à la zone urbaine sensible de la Goutte-d'Or.
| Saint-Ouen   | Saint-Denis                | Saint-Denis           |
| Clignancourt | quartier de la Goutte-d'Or | La Chapelle           |
| Rochechouart | Saint-Vincent-de-Paul      | Saint-Vincent-de-Paul |

Du fait de sa situation sur le flanc est de la butte Montmartre, le quartier présente de nombreuses rues légèrement pentues. Il est aussi connu pour son sous-sol où subsistent encore de nombreuses carrières souterraines de gypse. Dans ses rues étroites, la circulation automobile est peu dense et contraste fortement avec le trafic élevé des boulevards qui l'entourent.

## Population

### Démographie
En 1999, d'après l'Insee, ce quartier comptait 28 524 habitants. C'est toujours l'un des plus cosmopolites et multi-ethniques de la capitale, la proportion de la population étrangère (n'ayant pas la nationalité française), en baisse continue depuis les années 1980, étant aux alentours de 29 % en 1999 (contre à peu près 17,5 % pour toute la ville de Paris).

### Quartier «populaire»

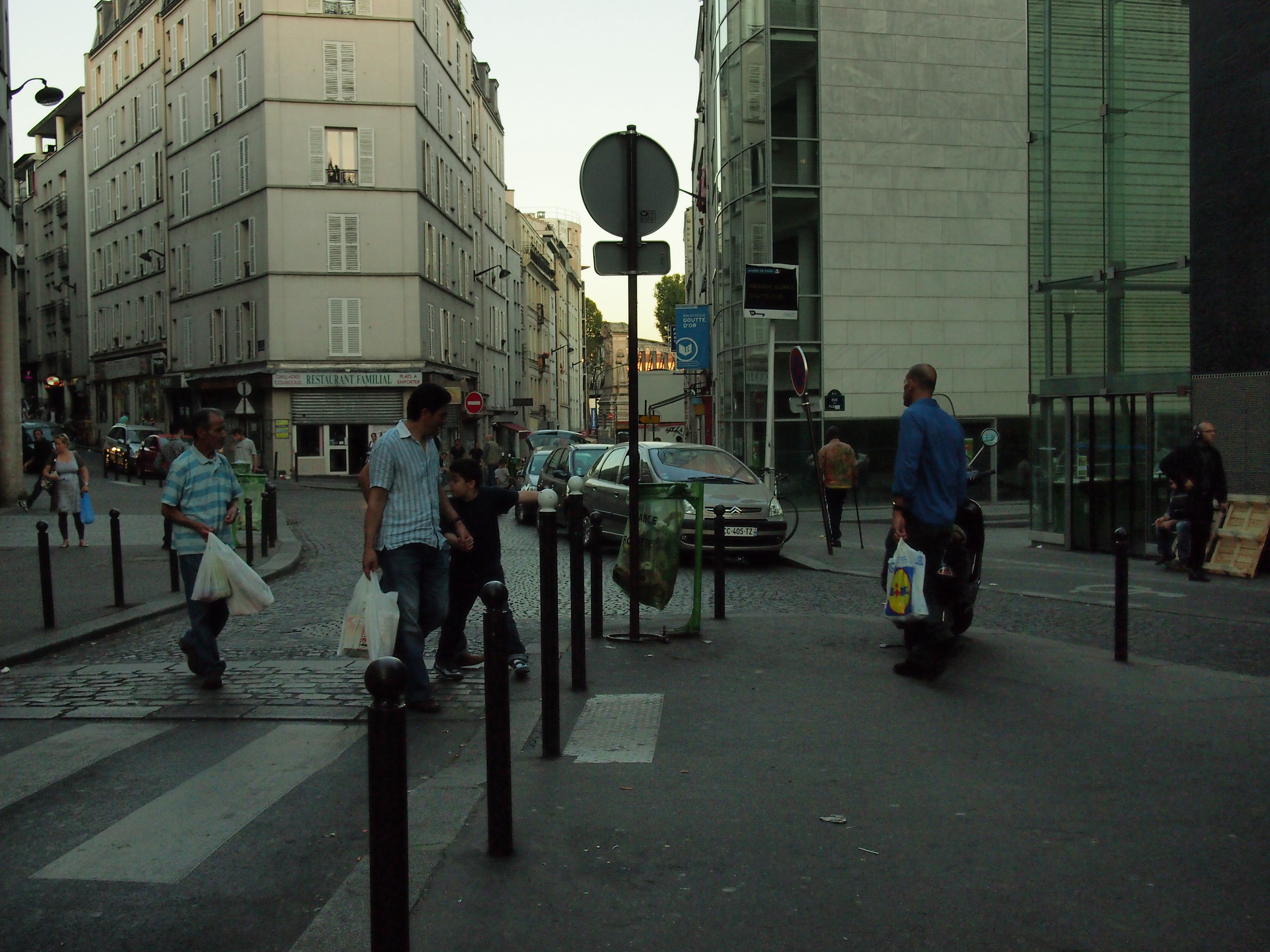
L'intersection des rues Fleury, Boris-Vian, de la Charbonnière et de Chartres en 2012.

Au sortir de la station de métro Château Rouge, le marché « Dejean » propose des produits pour la plupart d'Afrique. Le quartier est aussi réputé pour le marché « Barbès », en dessous du métro aérien. Du boulevard Barbès à la rue Marx-Dormoy, la rue Doudeauville fait partie des plus commerçantes et animées. Dans ce contexte, le quartier fait face à des nuisances sonores, des camions de livraison bloquant les rues étroites, une mono-activité, des problèmes sanitaires et de la vente à la sauvette et produits de contrefaçon.
L’insécurité est importante, avec notamment des vols à la sauvette, du trafic de drogue et de la toxicomanie. Le quartier souffre en particulier de son trafic de crack et de cigarettes de contrebande, en particulier au métro Barbès-Rochechouart. Un autre des problèmes du quartier est la prostitution de très jeunes femmes d'origine africaine, tenues par des proxénètes à qui elles doivent rembourser le prix de leur passage en France ou qui promettent des représailles sur leurs familles restées en Afrique si elles n'obéissent pas.
Le quartier est ainsi classé en zone urbaine sensible (ZUS), puis en quartier prioritaire de la politique de la ville (QPV). C'est après la visite, en 1991, d'Alain Juppé et Jacques Chirac dans ce quartier que ce dernier prononce sa célèbre phrase sur « Le bruit et l'odeur ».
Face à la vétusté des logements, un important plan de réhabilitation du quartier est lancé en 1983, avec la destruction de plus de 100 immeubles à ce jour. Le quartier a la plus forte concentration en logements sociaux de l'arrondissement, ce qui contraste fortement avec le quartier voisin de la butte Montmartre, dont l'offre en HLM est nettement plus réduite. Le tissu urbain présente une forte hétérogénéité d'architecture, qui mêle immeubles en pierre de taille haussmanniens, en pierre de Paris, de style Art déco et ensembles HLM.
Le quartier est marqué par la saturation des deux mosquées, qui attirent des fidèles musulmans du quartier et de la banlieue parisienne. Ce phénomène avait été renforcé par la fermeture de la mosquée de la rue de Tanger, dans le 19e arrondissement. Devant la saturation des salles de prières, les fidèles musulmans avaient fait le choix de prier dans l'espace public (ce qui est illégal), avec la tolérance de la mairie du 18e arrondissement. Claude Guéant, ministre de l'Intérieur, ordonne en 2011 que cesse cette situation. Une conciliation est trouvée avec l'ouverture d'une nouvelle mosquée près de la porte de Clignancourt, tandis que la mairie de Paris annonce l'agrandissement des deux mosquées sur deux sites, rue Stéphenson et rue Polonceau. La mosquée de la rue Myrha est également régulièrement saturée, notamment le vendredi, jour de prière.

## Historique

### Origine
Le nom du quartier vient du nom d'un petit hameau qui tenait son nom d'une auberge à l'enseigne de La Goutte d'or (de la couleur du vin blanc que ses vignes produisaient). La rue de la Goutte-d'Or tient son nom de son tracé qui conduisait à ce petit hameau.
Le quartier de la Goutte-d'Or appartenait à la commune de La Chapelle jusqu'au rattachement partiel de cette dernière à Paris par la loi du 16 juin 1859.

#### Hameau de la Goutte-d'Or
L'espace compris entre les rues de la Goutte-d'Or, Richomme, Cavé, des Poissonniers et Affre a été occupé par une butte, la butte des Cinq Moulins qui descendait en pente douce vers l'est et que 5 moulins couronnèrent de 1750 à 1820,.
Un hameau se forma vers 1814 sur le versant sud de cette butte, alors situé sur la commune de La Chapelle. Son existence fut due sans doute à une nitrière artificielle appelée « nitrière des Cinq-Moulins », installée vers 1787 dans un triangle compris entre le boulevard de la Chapelle, la rue de la Goutte-d'Or et le boulevard Barbès.
Le hameau de la Goutte-d'Or touchait à l'est un autre hameau, le hameau de Saint-Ange créé également vers 1815 et qui était délimité par les rues de la Charbonnière, de Jessaint et le boulevard de la Chapelle. Ce hameau était nommé en référence du nom du propriétaire des terrains Trutat de Saint-Ange. Le hameau devint ensuite le quartier Saint-Ange.

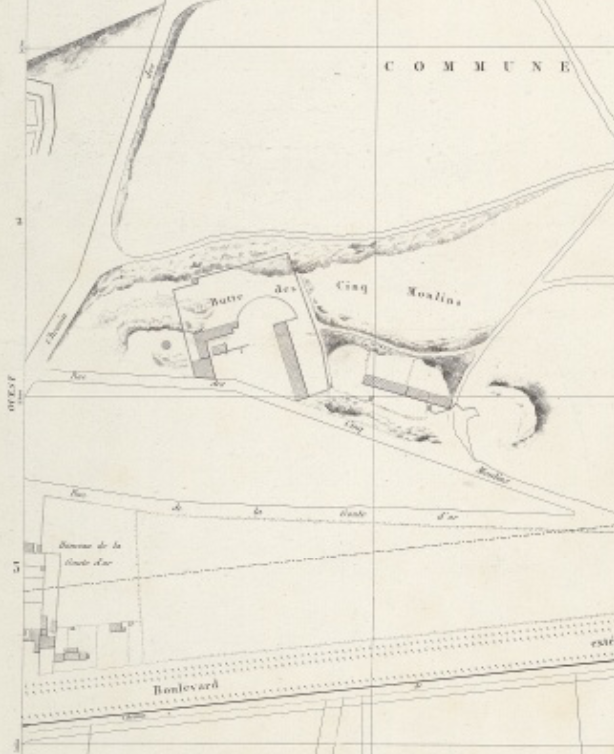
Plan Jacoubet (1836), le hameau de la Goutte d'or et la butte des cinq moulins.

### Vignes de la Goutte-d'Or
L'appellation « Goutte-d'Or » existait déjà en 1474. L'origine de ce nom venait soit d'un lieu-dit ou l'on cultivait la vigne, soit de l'enseigne d'un cabaret débitant un vin blanc cultivé à cet endroit.
Le cru fut très vite réputé. On raconte que sous le règne de saint Louis on procéda, à la suite d'une grande beuverie présidée par un savant philosophe nommé Rudolf, à un classement des vins. Le premier prix fut décerné au vin de Chypre, le second au vin de Malaga et le troisième fut partagé entre les vins de Malvoisie, d'Alicante et de la Goutte-d'Or. Au Moyen Âge, la Ville de Paris offrait au roi de France quatre muids de vin de la Goutte-d’Or le jour anniversaire de son couronnement.
Une propriété appelée « la Goutte-d'Or » existait en 1764, à l'angle de la rue des Poissonniers et d'une autre rue qui était soit la rue de la Goutte-d'Or soit la rue Polonceau.

### XIXesiècle: l'urbanisation
Le quartier s'urbanise au XIXe siècle. Comme le reste de la commune de la Chapelle, il est rattaché à Paris par la loi du 16 juin 1859.
Les établissements industriels, notamment liés au chemin de fer, s'y implantent : fabrique de machine à vapeur d'Antoine Pauwels, dépôt de La Chapelle, etc.

### XXIesiècle
Dans les années 2000, le quartier de la Goutte-d'Or connait un début d'embourgeoisement urbain (gentrification) au niveau de la place de l'Assommoir, de la villa Poissonnière, du pourtour de l'église et du square Saint-Bernard, des rues Polonceau et Saint-Luc, ainsi que d'immeubles du boulevard Barbès, de la rue de la Goutte-d'Or et de la rue Doudeauville. Entre 2002 et 2007, le quartier est ainsi l'objet d'une hausse des prix de l'immobilier, la demande étant supérieure à l'offre.
Cependant, le prix moyen au m² reste inférieur à celui du reste du 18e arrondissement et le phénomène d'embourgeoisement touche moins le quartier de la Goutte-d'Or que les autres quartiers parisiens. Le magazine Les Inrockuptibles explique cette situation par la forte présence de logements sociaux et de commerces ethniques.
Le quartier se transforme sous l'effet de ravalements de façades d'immeubles de style haussmannien, notamment autour de l'église Saint-Bernard, d'une réhabilitation des logements, d'un réaménagement du boulevard Barbès, d'une requalification de la rue Doudeauville, etc. Au cœur du quartier, la rue Myrha, pourtant associée aux prières de rue et aux trafics de drogue, voit apparaître – à côté de marchands de tissus africains, de produits islamiques ou de poules – des commerces comme une boulangerie-pâtisserie façon Brooklyn, des enseignes de design ou de livres pour enfants, un restaurant végétarien bio.
De nouveaux équipements sont inaugurés. Au 64, rue Doudeauville se trouve une annexe de la célèbre maison de ventes aux enchères, Drouot. FGO-Barbara, équipement culturel et public financé par la Mairie de Paris, a ouvert ses portes en 2008. D'abord préfiguré en 2006 au 19, rue Léon, puis ouvert en novembre 2013 dans un second bâtiment bien plus grand au 56, rue Stephenson, l'Institut des cultures d'islam (ICI), voué à la création et la diffusion des cultures contemporaines en lien avec le monde musulman, propose expositions, concerts, spectacles animations et ateliers, dans un espace disposant aussi d'un café, d'un hammam et de ruches. Il est aussi possible de citer la réouverture du Louxor-Palais du cinéma (néanmoins situé dans le 10e arrondissement, de l'autre côté du boulevard de la Chapelle), racheté par la Mairie de Paris pour rénovation, face au métro Barbès-Rochechouart. En 2014, ce cinéma mythique a attiré plus de 260 000 spectateurs, pour un objectif initial de 180 000 entrées. Au printemps 2012, le quartier voit l'aménagement d'un nouvel espace vert, le square Alain-Bashung, rue de Jessaint. La rue des Gardes (surnommée « rue de la Mode ») a vu l'installation de plusieurs boutiques de créateurs sous la direction de la Mairie de Paris.

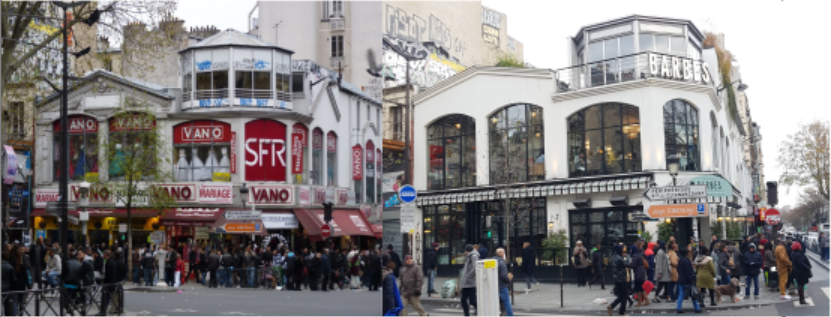
À gauche (2011), anciennement Vano (prêt-à-porter). À droite (2017), aujourd'hui la brasserie Barbès.

En 2015, ouvre une nouvelle brasserie dans l'ancien bâtiment rénové de Vano, face à la station aérienne du métro Barbès-Rochechouart. Alors qu’est évoquée l’hypothèse d'une fermeture du grand magasin Tati, enseigne célèbre pour ses prix très bas, l'ouverture de l'établissement, se distinguant par une esthétique classieuse et une carte chère, alimente les polémiques sur la gentrifcation. Selon Le Parisien, l’inauguration de cette brasserie permettrait au quartier de renouer progressivement avec son passé, quand il était alors peuplé de nombreuses brasseries, restaurants et grands magasins.
La promenade urbaine Barbès - La Chapelle - Stalingrad se positionne comme un aménagement majeur, dans la dynamique du Grand Paris, à l'échelle du quartier. Toujours en cours de projet depuis 2004, il vise à permettre la « reconquête » de l'espace par les piétons. Pour ce faire, elle prévoit, entre autres, l'élargissement des trottoirs, la suppression d'une file de circulation et le désencombrement du terre-plein central.

## Infrastructures

### Transports
Le quartier est très bien desservi par les transports en commun. En effet, plusieurs stations de métro se trouvent dans le quartier où à proximité immédiate : sur la ligne 2, les stations La Chapelle et Barbès - Rochechouart ; sur la ligne 4, les stations Barbès - Rochechouart, Château Rouge et Marcadet - Poissonniers ; et sur la ligne 12, les stations Marcadet - Poissonniers, Marx Dormoy et Porte de la Chapelle.
Quartier proche de la gare du Nord (10 à 15 minutes à pied en longeant l'hôpital Lariboisière ou par l'accès souterrain reliant la gare du Nord à la station de métro La Chapelle), il est aussi directement relié aux stations des lignes B, D et E du RER, ainsi que les lignes du Transilien Paris-Nord : lignes H et K et aux grandes lignes TGV, Thalys et Eurostar. Enfin, sa proximité avec les portes de Clignancourt, des Poissonniers et de la Chapelle permet de rejoindre rapidement le boulevard périphérique parisien.

### Éducation

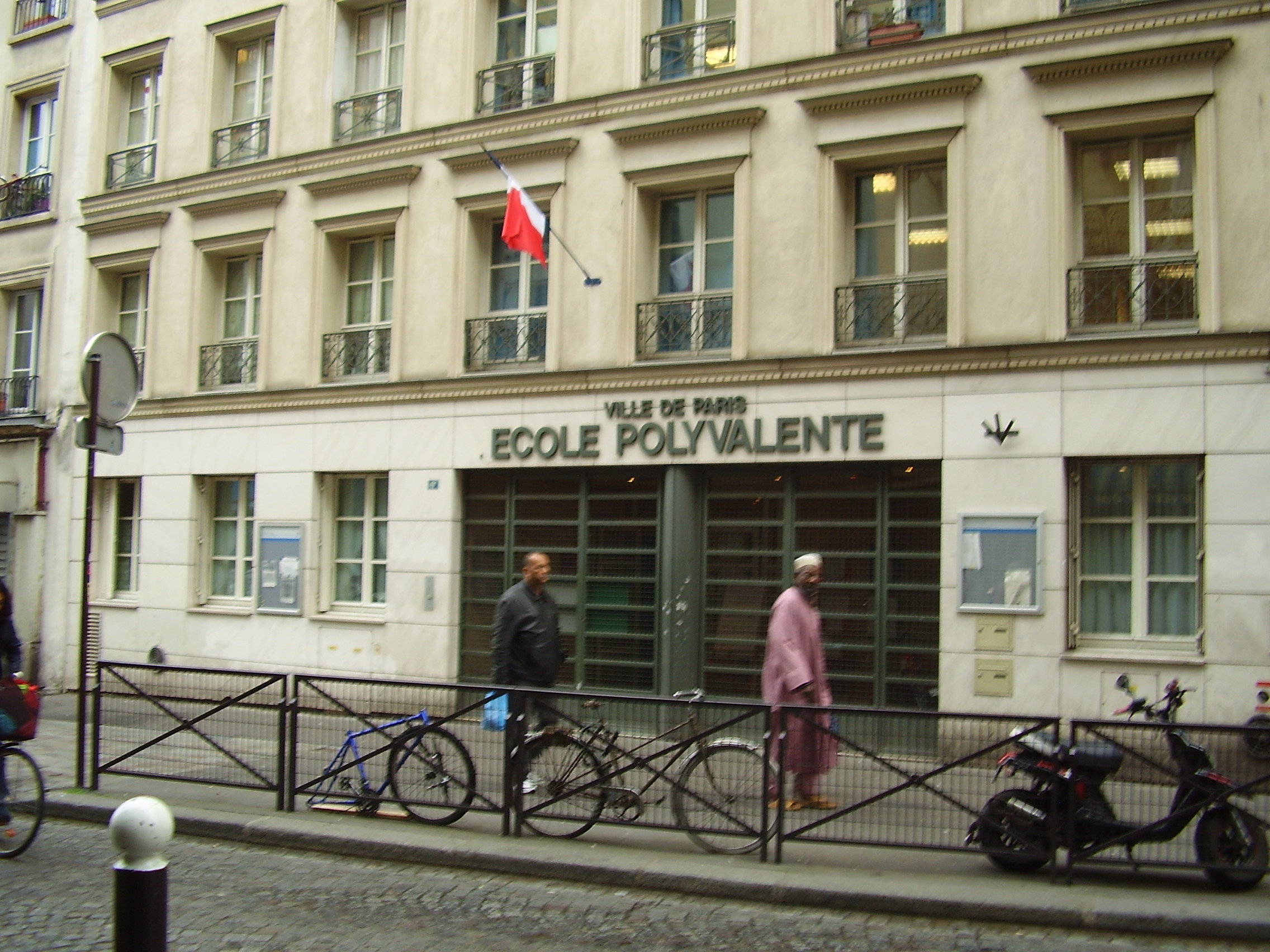
École polyvalente de la Goutte-d'Or.

L'ensemble de la Goutte-d'Or est placé en Réseau ambition réussite (RAR) autour du collège Clemenceau. Cela permet de déployer plus de moyens et de limiter le nombre d'élèves à moins de 25 par classe.
Le quartier de la Goutte-d'Or dispose de quatre écoles maternelles, quatre écoles élémentaires, deux écoles polyvalentes et un collège.
Les écoles maternelles sont :
- l'école maternelle de la Goutte-d'Or[29] ;
- l'école maternelle Marcadet ;
- l'école maternelle Richomme ;
- l'école maternelle Saint-Luc[30].

Les écoles élémentaires sont :
- l'école élémentaire Pierre-Budin[31] ;
- l'école élémentaire Cavé[32] ;
- l'école élémentaire d'Oran[33] ;
- l'école élémentaire Richomme[34].

Les écoles polyvalentes sont : 
- l'école polyvalente de la Goutte-d'Or ;
- l'école polyvalente Émile-Duployé[35],[36].

Le quartier dispose du collège Georges-Clemenceau et de la bibliothèque de la Goutte-d'Or.

### Liste des associations du quartier
- Association pour le développement de la culture et des loisirs des jeunes de la Chapelle (ADCLJC) : éducateurs de rue.
- Accueil Goutte-d'Or : centre social du quartier[39].
- Les enfants de la Goutte-d'Or propose une très large gamme d'activités aux enfants du quartier[40].
- EGO : aide à destination des consommateurs de drogue[41].
- Goutte d'ordinateur : aide à l'utilisation des outils numériques[42].
- Radio Zolkin : radiodiffusion des informations culturelles, colloques, débats, conférences, revues de presse[43].
- L'association salle Saint-Bruno : lieu à la disposition des associations du quartier[44].
- Accueil Laghouat : aide à l'accès aux droits, cours de français et accompagnement à la scolarité[45].
- URACA : Unité de réflexion et d’action des communautés africaines[46].
- La compagnie Gaby Sourire : activités théâtrales pour grands et petits[47].
- L'écho râleur : chorale[48].
- L'Institut des cultures d'islam : découverte de la diversité des cultures musulmanes actuelles[49],[50].
- Paris Macadam - Les Arcavals : lutte contre les discriminations à travers la culture[51].
- Le centre Barbara Fleury : un équipement public unique à Paris, consacré aux musiques actuelles[52].
- Atelier musical des 3 tambours : pratiques musicales individuelles et collectives[53].
- Association SOS CASAMANCE - Actions locales auprès des habitants du quartier et en Casamance

## Dans la culture
Il a été chanté par Aristide Bruant dans sa chanson À la goutte d'Or ainsi que par François Hadji Lazaro dans une chanson du même nom. Dans L'Assommoir, Émile Zola situe l'action au cœur de la Goutte-d'Or, et en fait un espace fermé dont il semble impossible de s'échapper — l'alcoolisme sert alors de toile de fond — en insistant sur la détresse et la misère des habitants de ce quartier au XIXe siècle. Alain Bashung, qui habitait la villa Poissonnière, a beaucoup œuvré pour les associations du quartier.

### Musique
- Aristide Bruant dans sa chanson À la goutt' d'Or
- François Hadji Lazaro dans sa chanson À la goutt' d'Or
- Barbès, de FFF, où le chanteur parle de son quartier
- Barbès, de Rachid Taha
- La Zoubida, de Vincent Lagaf'
- la Scred Connexion, groupe de rap français vivant dans ce quartier
- le TSR Crew, groupe de rap français originaire du quartier, et son chanteur Hugo TSR, porte-voix du quartier Marx-Dormoy.
- Track no 8 sur l'album Tourist de St Germain
- Barbès-Rochechouart sur l'album Une version améliorée de la tristesse de Peter Peter

### Littérature
- La Goutte-d'Or, quartier de France, par Maurice Goldring
- La Goutte d'Or, par Michel Tournier
- L'Assommoir, d'Émile Zola
- Barbès-Palace, de Mohamed Boudjedra
- La Loi de l'Ouest, de Sébastien Rutès
- Les Éditions Goutte d'Or, qui tiennent leur nom du quartier qui les accueille
- Rhapsodie des oubliés, de Sofia Aouine
- Nous sommes immortelles de Pierre Darkanian

### Cinéma
- Goutte d'Or (2022) de Clément Cogitore

## Liste des places et rues du quartier
- Rue de la Goutte-d'Or
- Rue Polonceau
- Rue des Gardes
- Rue de Chartres
- Rue de Jessaint
- Rue des Islettes
- Place de l'Assommoir
- Rue Caplat
- Rue de la Charbonnière
- Rue des Poissonniers
- Villa Poissonnière
- Rue Léon
- Square Léon
- Rue Affre
- Rue Saint-Bruno
- Rue Saint-Luc
- Rue Saint-Mathieu
- Rue Cavé
- Rue Myrha
- Rue Richomme
- Rue Stephenson
- Rue de Laghouat
- Rue de Suez
- Rue de Panama
- Rue Dejean
- Rue Poulet
- Rue Doudeauville
- Rue d'Oran
- Rue Pierre-Budin
- Rue Labat
- Rue Marcadet
- Rue Ordener
- Rue Ernestine

## Galerie

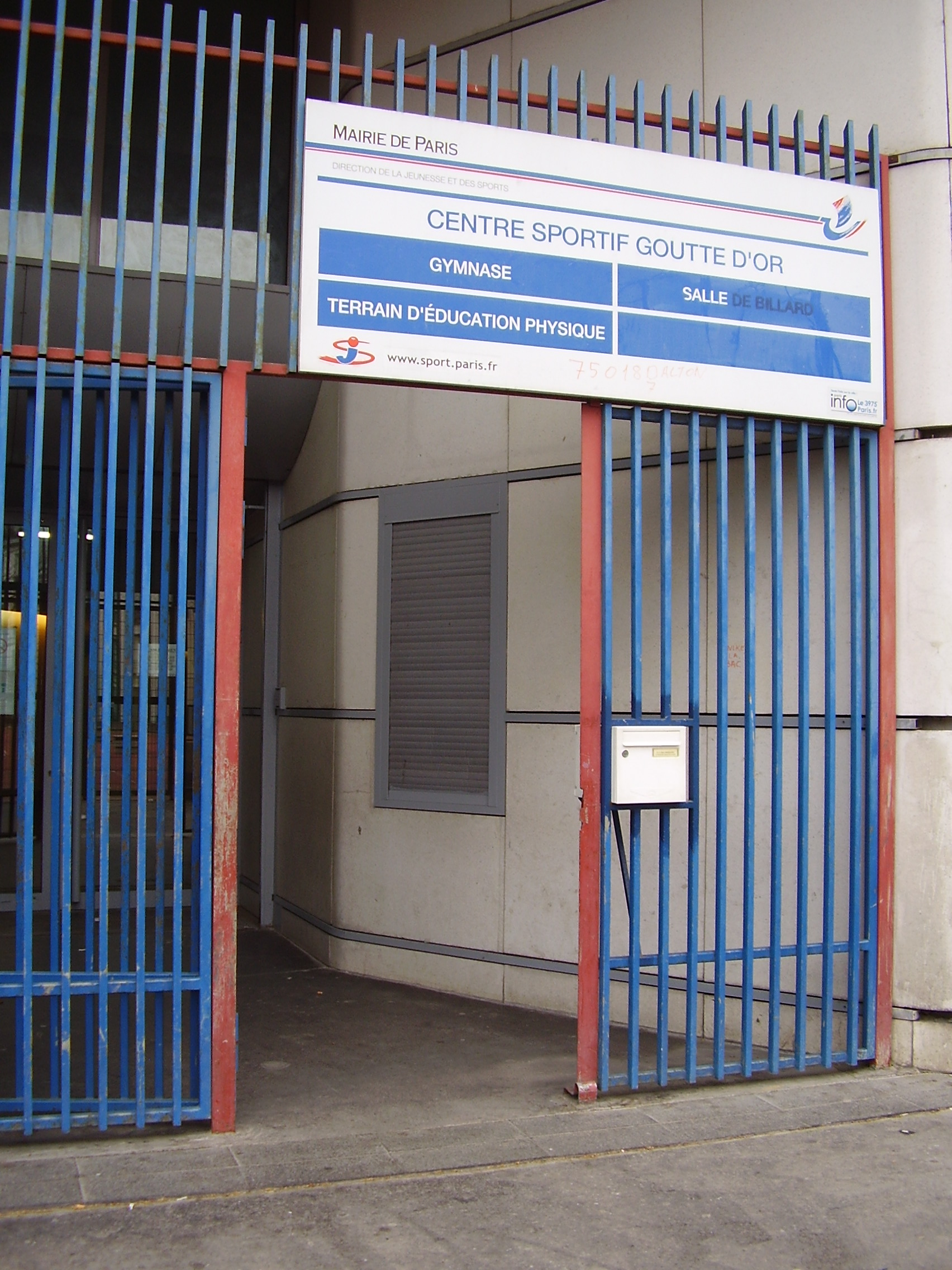
Centre sportif de la Goutte-d'Or.
Commissariat de la Goutte-d'Or.
École maternelle de la Goutte-d'Or.